# 蘿絲瑪麗·溫特斯
蘿絲瑪麗·溫特斯（日语：ローズマリー・ウィンターズ），通稱蘿絲，是卡普空開發製作的恐怖電子遊戲《惡靈古堡系列》的虛構角色。她於2021年發售的《惡靈古堡 村莊》中首次登場，2022年同首次登場作品《惡靈古堡 村莊》的可下載內容《蘿絲之影》首次作為主角登場。

## 人物設定
蘿絲為米婭·溫特斯（Mia Winters）和伊森·溫特斯（Ethan Winters）的女兒，官方設定的出生日期為2020年8月2日，她的身體完全由黴菌組成，可以複製人類DNA。在米蘭達綁架事件獲救後，蘿絲在美國的特殊保護下長大。

## 經歷

### 惡靈古堡 村莊
在《惡靈古堡 村莊》中，母神米蘭達綁架年僅六個月大的蘿絲，是因為相信其是自身已故女兒伊娃意識的完美容器，打算以瘋狂生化實驗讓伊娃重生，蘿絲曾身體被切分成四塊，分別由四大貴族保存，但此舉未能使蘿絲喪命，在伊森與克里斯的合作之下，蘿絲成功被克里斯救離村莊，由於其驚人的特殊體質，蘿絲從小就被美國政府視為具極端安全風險而嚴加看管。在遊戲的最後，蘿絲前往父親的墓園追憶父親，卻被美國政府的黑衣特務找上門，要求配合參與新的秘密任務。

### 惡靈古堡 村莊DLC 蘿絲之影
故事從2037年，已成為青少女的十六歲蘿絲開始，由於其緊張就會分泌白色黏液的特性，蘿絲被視為怪胎，在同儕中永遠是格格不入的存在，克里斯的獵狼隊員老牙找上了蘿絲，被羅絲以為要再次參與生化任務之時，老牙告訴蘿絲，可以讓蘿絲恢復為「正常人」的辦法，半信半疑的蘿絲，開始了她的復身之旅。

## 角色設計
蘿絲首次於遊戲登場時的形象，為六個月大的嬰兒形象，後來則成長為十六歲少女，卡普空為她的主要衣著設定為穿著父親伊森·溫特斯於村莊事件留下的外套，以凸顯其與父親及溫特斯家族的連結，因該外套在遊戲中的鮮明形象，被相關業者製成實體商品銷售。
蘿絲的另一個設計形象為穿著黑色長洋裝，用於遊戲中的蘿絲大量複製人形象。